# Heterochromis
Heterochromis is een monotypisch geslacht van straalvinnige vissen uit de familie van de cichliden (Cichlidae).

## Soort
- Heterochromis multidens (Pellegrin, 1900)